# Milou van Wijk
Milou van Wijk (12 novembre 2004) è una nuotatrice olandese, specializzata nello stile libero.

## Carriera
Ha vinto un oro e un bronzo ai mondiali in vasca lunga, entrambi in staffetta.

## Palmares
- Mondiali

Doha 2024: oro nella 4x100m sl.
Singapore 2025: bronzo nella 4x100m sl.
- Europei U23

Samorin 2025: oro nei 50m sl, nei 100m sl e nei 50m swim-off.
- EYOF

Baku 2019: bronzo nei 50m sl.